# Maro Chermayeff
Maro Chermayeff (née le 27 juin 1962) est une réalisatrice, scénariste et productrice américaine de films documentaires.

## Biographie
Elle est fondatrice et présidente du programme MFA (Maîtrise en arts) de documentaire social à la School of Visual Arts de New York et partenaire de la société de production Show of Force, fondée en 2006 par elle et Jeff Dupre, un autre producteur et réalisateur de cinéma. Show of Force a créé des documentaires primés, des séries télévisées et des projets transmédias novateurs. 

## Filmographie

### Comme productrice

#### Cinéma
- 1997 : Drawing the Line
- 1999 : The Kindness of Strangers (documentaire), également réalisatrice
- 2004 : Brain Fingerprinting
- 2012 : Marina Abramovic: The Artist Is Present (documentaire)
- 2012 : Oma & Bella (documentaire)
- 2012 : The Puppeteer's Dilemma (documentaire)
- 2012 : Half the Sky, Turning Oppression into Opportunity for Women Worldwide (documentaire), également réalisatrice
- 2014 : Kehinde Wiley: An Economy of Grace (court métrage)
- 2017 : A Little Wisdom (documentaire)
- 2017 : Los Comandos (court métrage)
- 2017 : Sky and Ground (documentaire)
- 2018 : Toward the North (court métrage)
- 2020 : The Inn at Little Washington: a Delicious Documentary (documentaire)
- 2024 : This Is a Film About the Black Keys de Jeff Dupre (documentaire)

#### Télévision
- 1997 : Trauma: Life in the E.R.
- 2002 : Frontier House (mini série télévisée), également réalisatrice
- 2004 : Innovation: Life, Inspired (série télévisée)
- 2008 : Carrier (mini série documentaire), également scénariste et réalisatrice
- 2008 : Another Day in Paradise (téléfilm), également scénariste
- 2010 : Circus (série télévisée), également réalisatrice
- 2010 : Mann V. Ford (téléfilm), également réalisatrice
- 2012 : Independent Lens (série télévisée, 1 épisode), également réalisatrice
- 2015 : A Path Appears (série télévisée), également réalisatrice
- 2016 : We the Voters (série télévisée)
- 2016 : Soundbreaking: Stories from the Cutting Edge of Recorded Music (mini série télévisée documentaire en 8 épisodes), également réalisatrice
- 2017 : Soundtracks: Songs That Defined History  (mini série télévisée) documentaire)
- 2017 : Atlanta's Missing and Murdered: The Lost Children (mini série télévisée documentaire)
- 2022 : Where Is Private Dulaney? (série télévisée documentaire)

### Comme réalisatrice
- 2003 : American Masters (série documentaire)
- 2009 : Infrarouge